# Utuado
Utuado – miasto w środkowo-zachodniej części Portoryko. Zostało założone w 1739. Jest siedzibą gminy Utuado. Według danych szacunkowych na rok 2000 liczy 35 336 mieszkańców. Burmistrzem miasta jest Alan J. Gonzalez Cancel. Miejscowość posiada swój hymn. W mieście znajduje się kościół św. Michała Archanioła z 1746 roku.